# Apomastus schlingeri
Espèce
Apomastus schlingeri est une espèce d'araignées mygalomorphes de la famille des Euctenizidae.

## Distribution
Cette espèce est endémique de Californie aux États-Unis,. Elle se rencontre dans le comté de Los Angeles.

## Description
Le mâle holotype mesure 14,03 mm et la femelle paratype 23,21 mm

## Étymologie
Cette espèce est nommée en l'honneur d'Evert Irving Schlinger .

## Publication originale
- Bond & Opell, 2002 : Phylogeny and taxonomy of the genera of south-western North American Euctenizinae trapdoor spiders and their relatives (Araneae: Mygalomorphae, Cyrtaucheniidae). Zoological Journal of the Linnean Society, vol. 136, no 3, p. 487-534 (texte intégral).